# Die Ärzte/Diskografie
Diese Diskografie ist eine Übersicht über die musikalischen Werke der deutschen Rockband Die Ärzte. Den Schallplattenauszeichnungen zufolge hat sie bisher mehr als neun Millionen Tonträger verkauft, davon alleine in ihrer Heimat über 8,6 Millionen, womit die Band zu den Interpreten mit den meistverkauften Tonträgern des Landes zählt. Ihre erfolgreichste Veröffentlichung ist die Single Ein Schwein namens Männer mit über 1,05 Millionen verkauften Einheiten. Die Single verkaufte sich alleine in Deutschland eine Million Mal und zählt damit zu den meistverkauften Singles des Landes. Darüber hinaus zählt das Videoalbum Die Band, die sie Pferd nannten mit über 150.000 verkaufen Einheiten zu den meistverkauften Videoalben in Deutschland.
Bei der Diskografie ist zu berücksichtigen, dass diese sich nur auf offizielle Tonträger beschränkt. Darüber hinaus existieren diverse unautorisierte Veröffentlichungen und Bootlegs, die hier nicht berücksichtigt wurden.

## Alben

### Studioalben
| Jahr | Titel Musiklabel Katalog-Nr.                                             | Höchstplatzierung, Gesamtwochen, AuszeichnungChartplatzierungen (Jahr, Titel, Musiklabel Katalog-Nr., Platzierungen, Wochen, Auszeichnungen, Anmerkungen) | Höchstplatzierung, Gesamtwochen, AuszeichnungChartplatzierungen (Jahr, Titel, Musiklabel Katalog-Nr., Platzierungen, Wochen, Auszeichnungen, Anmerkungen) | Höchstplatzierung, Gesamtwochen, AuszeichnungChartplatzierungen (Jahr, Titel, Musiklabel Katalog-Nr., Platzierungen, Wochen, Auszeichnungen, Anmerkungen) | Anmerkungen                                                  |
| Jahr | Titel Musiklabel Katalog-Nr.                                             | DE | AT | CH | Anmerkungen                                                  |
| ---- | ------------------------------------------------------------------------ | --- | --- | --- | ------------------------------------------------------------ |
| 1984 | Debil auch bekannt als: Devil CBS Records 26237                          | DE5 a Gold · (12 Wo.)DE | AT22 a (7 Wo.)AT | CH77 a (1 Wo.)CH | Erstveröffentlichung: November 1984 Verkäufe: + 250.000      |
| 1985 | Im Schatten der Ärzte CBS Records 26727                                  | DE48 Gold · (3 Wo.)DE | — | — | Erstveröffentlichung: 1985 Verkäufe: + 250.000               |
| 1986 | Die Ärzte CBS Records 467218 2                                           | DE7 b (2 Wo.)DE | — | — | Erstveröffentlichung: 1986                                   |
| 1988 | Das ist nicht die ganze Wahrheit … CBS Records 460962 1                  | DE6 Gold · (36 Wo.)DE | AT13 (8 Wo.)AT | — | Erstveröffentlichung: 19. April 1988 Verkäufe: + 250.000     |
| 1993 | Die Bestie in Menschengestalt Metronome 521 017                          | DE2 ×3Dreifachgold · (57 Wo.)DE | AT1 Platin · (33 Wo.)AT | CH8 Gold · (30 Wo.)CH | Erstveröffentlichung: 4. Oktober 1993 Verkäufe: + 825.000    |
| 1995 | Planet Punk Metronome 529 151                                            | DE2 Platin · (44 Wo.)DE | AT3 Gold · (16 Wo.)AT | CH4 Gold · (11 Wo.)CH | Erstveröffentlichung: 15. September 1995 Verkäufe: + 550.000 |
| 1996 | Le Frisur Metronome 531 647                                              | DE3 c (28 Wo.)DE | AT6 (16 Wo.)AT | CH8 (18 Wo.)CH | Erstveröffentlichung: 24. Mai 1996                           |
| 1998 | 13 Hot Action Records 557 160                                            | DE1 Platin · (29 Wo.)DE | AT2 Gold · (16 Wo.)AT | CH1 Gold · (20 Wo.)CH | Erstveröffentlichung: 25. Mai 1998 Verkäufe: + 550.000       |
| 2000 | Runter mit den Spendierhosen, Unsichtbarer! Hot Action Records 549 252-2 | DE1 Platin · (25 Wo.)DE | AT3 (16 Wo.)AT | CH11 (14 Wo.)CH | Erstveröffentlichung: 20. Oktober 2000 Verkäufe: + 300.000   |
| 2003 | Geräusch Hot Action Records 938 998                                      | DE1 ×2Doppelplatin · (48 Wo.)DE | AT2 Gold · (24 Wo.)AT | CH7 (9 Wo.)CH | Erstveröffentlichung: 29. September 2003 Verkäufe: + 415.000 |
| 2007 | Jazz ist anders Hot Action Records 930 018-8                             | DE1 ×4Vierfachplatin · (76 Wo.)DE | AT2 Platin · (66 Wo.)AT | CH2 Gold · (23 Wo.)CH | Erstveröffentlichung: 2. November 2007 Verkäufe: + 835.000   |
| 2012 | auch Hot Action Records 930 0657-9                                       | DE1 Platin · (35 Wo.)DE | AT1 Gold · (23 Wo.)AT | CH1 (18 Wo.)CH | Erstveröffentlichung: 13. April 2012 Verkäufe: + 210.000     |
| 2020 | Hell Hot Action Records 890 1546                                         | DE1 (44 Wo.)DE | AT2 (12 Wo.)AT | CH2 (13 Wo.)CH | Erstveröffentlichung: 23. Oktober 2020                       |
| 2021 | Dunkel Hot Action Records 401958901931                                   | DE1 (43 Wo.)DE | AT1 (9 Wo.)AT | CH1 (11 Wo.)CH | Erstveröffentlichung: 24. September 2021                     |

### Livealben

Frontcover zu Ab 18.

Frontcover zu Bäst of.

| Jahr | Titel Musiklabel Katalog-Nr.                            | Höchstplatzierung, Gesamtwochen, AuszeichnungChartplatzierungen (Jahr, Titel, Musiklabel Katalog-Nr., Platzierungen, Wochen, Auszeichnungen, Anmerkungen) | Höchstplatzierung, Gesamtwochen, AuszeichnungChartplatzierungen (Jahr, Titel, Musiklabel Katalog-Nr., Platzierungen, Wochen, Auszeichnungen, Anmerkungen) | Höchstplatzierung, Gesamtwochen, AuszeichnungChartplatzierungen (Jahr, Titel, Musiklabel Katalog-Nr., Platzierungen, Wochen, Auszeichnungen, Anmerkungen) | Anmerkungen                                                 |
| Jahr | Titel Musiklabel Katalog-Nr.                            | DE | AT | CH | Anmerkungen                                                 |
| ---- | ------------------------------------------------------- | --- | --- | --- | ----------------------------------------------------------- |
| 1988 | Nach uns die Sintflut CBS Records 463119 1              | DE1 Platin · (32 Wo.)DE | AT9 Gold · (12 Wo.)AT | CH17 (6 Wo.)CH | Erstveröffentlichung: 27. Oktober 1988 Verkäufe: + 525.000  |
| 1999 | Wir wollen nur deine Seele Hot Action Records 547 974-2 | DE4 Gold · (12 Wo.)DE | AT16 (9 Wo.)AT | CH9 (7 Wo.)CH | Erstveröffentlichung: 22. November 1999 Verkäufe: + 150.000 |
| 2002 | Rock ’n’ Roll Realschule Hot Action Records 108 934     | DE2 Platin · (31 Wo.)DE | AT5 Gold · (19 Wo.)AT | CH20 (12 Wo.)CH | Erstveröffentlichung: 4. November 2002 Verkäufe: + 320.000  |
| 2013 | Die Nacht der Dämonen Hot Action Records 930 0714       | DE1 (36 Wo.)DE | AT6 (6 Wo.)AT | CH11 (4 Wo.)CH | Erstveröffentlichung: 13. September 2013                    |

### Kompilationen
| Jahr | Titel Musiklabel Katalog-Nr.                                       | Höchstplatzierung, Gesamtwochen, AuszeichnungChartplatzierungen (Jahr, Titel, Musiklabel Katalog-Nr., Platzierungen, Wochen, Auszeichnungen, Anmerkungen) | Höchstplatzierung, Gesamtwochen, AuszeichnungChartplatzierungen (Jahr, Titel, Musiklabel Katalog-Nr., Platzierungen, Wochen, Auszeichnungen, Anmerkungen) | Höchstplatzierung, Gesamtwochen, AuszeichnungChartplatzierungen (Jahr, Titel, Musiklabel Katalog-Nr., Platzierungen, Wochen, Auszeichnungen, Anmerkungen) | Anmerkungen                                                 |
| Jahr | Titel Musiklabel Katalog-Nr.                                       | DE | AT | CH | Anmerkungen                                                 |
| ---- | ------------------------------------------------------------------ | --- | --- | --- | ----------------------------------------------------------- |
| 1987 | Ist das alles? – 13 Höhepunkte mit den Ärzten CBS Records 460237 1 | DE22 Gold · (26 Wo.)DE | — | — | Erstveröffentlichung: 9. Oktober 1987 Verkäufe: + 250.000   |
| 1987 | Ab 18 CBS Records 980288 1                                         | DE33 (13 Wo.)DE | — | — | Erstveröffentlichung: 9. Oktober 1987 Indizierung seit 1987 |
| 1989 | Die Ärzte früher! Vielklang 04268-08                               | DE4 Gold · (28 Wo.)DE | AT12 (8 Wo.)AT | — | Erstveröffentlichung: 13. Februar 1989 Verkäufe: + 250.000  |
| 1994 | Das Beste von kurz nach früher bis jetze CBS Records 477637        | DE6 Platin · (19 Wo.)DE | AT— GoldAT | CH22 (5 Wo.)CH | Erstveröffentlichung: 26. August 1994 Verkäufe: + 525.000   |
| 2006 | Bäst of Hot Action Records 930 003-3                               | DE1 Platin · (97 Wo.)DE | AT1 (19 Wo.)AT | CH4 Gold · (22 Wo.)CH | Erstveröffentlichung: 6. Oktober 2006 Verkäufe: + 215.000   |

### EPs
| Jahr | Titel Musiklabel Katalog-Nr.                                           | Höchstplatzierung, Gesamtwochen, AuszeichnungChartplatzierungen (Jahr, Titel, Musiklabel Katalog-Nr., Platzierungen, Wochen, Auszeichnungen, Anmerkungen) | Höchstplatzierung, Gesamtwochen, AuszeichnungChartplatzierungen (Jahr, Titel, Musiklabel Katalog-Nr., Platzierungen, Wochen, Auszeichnungen, Anmerkungen) | Höchstplatzierung, Gesamtwochen, AuszeichnungChartplatzierungen (Jahr, Titel, Musiklabel Katalog-Nr., Platzierungen, Wochen, Auszeichnungen, Anmerkungen) | Anmerkungen                                                                   |
| Jahr | Titel Musiklabel Katalog-Nr.                                           | DE | AT | CH | Anmerkungen                                                                   |
| ---- | ---------------------------------------------------------------------- | --- | --- | --- | ----------------------------------------------------------------------------- |
| 1983 | Zu schön, um wahr zu sein! Schnick Schnack S-4202 • Vielklang 04203-01 | — | — | — | Erstveröffentlichung: 1983                                                    |
| 1984 | Uns geht’s prima… Vielklang 90-4204                                    | — | — | — | Erstveröffentlichung: 1. Mai 1984                                             |
| 1985 | Offizieller Soundtrack zum Film Richy Guitar CBS Records A 6393        | — | — | — | Erstveröffentlichung: 1985                                                    |

Frontcover zu Uns geht’s prima…

| 1996 | Rockgiganten vs. Straßenköter Gringo Records 987 • Metronome 573 133-2 | DE97 d (1 Wo.)DE | — | — | Erstveröffentlichung: 22. November 1996 Split-EP mit Terrorgruppe             |
| 2025 | Nummus Cecidit Hot Action Records 4019589006460                        | DE10 (1 Wo.)DE | — | CH18 (1 Wo.)CH | Erstveröffentlichung: 4. April 2025 Promo: 3. Juni 2022 (nur Konzertvertrieb) |

## Singles

Frontcover zu Wie es geht.

| Jahr | Titel Album                                                          | Höchstplatzierung, Gesamtwochen, AuszeichnungChartplatzierungen (Jahr, Titel, Album, Platzierungen, Wochen, Auszeichnungen, Anmerkungen) | Höchstplatzierung, Gesamtwochen, AuszeichnungChartplatzierungen (Jahr, Titel, Album, Platzierungen, Wochen, Auszeichnungen, Anmerkungen) | Höchstplatzierung, Gesamtwochen, AuszeichnungChartplatzierungen (Jahr, Titel, Album, Platzierungen, Wochen, Auszeichnungen, Anmerkungen) | Anmerkungen                                                                      |
| Jahr | Titel Album                                                          | DE | AT | CH | Anmerkungen                                                                      |
| ---- | -------------------------------------------------------------------- | --- | --- | --- | -------------------------------------------------------------------------------- |
| 1984 | Paul Debil                                                           | — | — | — | Erstveröffentlichung: 1984                                                       |
| 1985 | Zu spät Debil                                                        | DE25 e (10 Wo.)DE | — | — | Erstveröffentlichung: 1985 Neuauflage: 1988 (Liveversion)                        |
| 1985 | Wegen dir Im Schatten der Ärzte                                      | — | — | — | Erstveröffentlichung: 1985                                                       |
| 1986 | Du willst mich küssen Im Schatten der Ärzte                          | — | — | — | Erstveröffentlichung: Januar 1986                                                |
| 1986 | Für immer Die Ärzte                                                  | — | — | — | Erstveröffentlichung: 1986                                                       |
| 1986 | Ist das alles? Die Ärzte                                             | — | — | — | Erstveröffentlichung: 1986                                                       |
| 1987 | Gehn wie ein Ägypter Ist das alles?                                  | DE44 (5 Wo.)DE | — | — | Erstveröffentlichung: 14. Mai 1987 Original: The Bangles – Walk Like an Egyptian |
| 1987 | 2000 Mädchen Ist das alles?                                          | — | — | — | Erstveröffentlichung: 20. September 1987                                         |
| 1988 | Radio brennt Ist das alles?                                          | DE50 (6 Wo.)DE | — | — | Erstveröffentlichung: 8. Januar 1988                                             |
| 1988 | Ich ess’ Blumen Das ist nicht die ganze Wahrheit …                   | — | — | — | Erstveröffentlichung: 25. März 1988                                              |
| 1988 | Westerland Das ist nicht die ganze Wahrheit …                        | DE34 Gold · (9 Wo.)DE | — | — | Erstveröffentlichung: 8. April 1988 Verkäufe: + 250.000                          |
| 1989 | Teenager Liebe (unecht) Die Ärzte früher!                            | — | — | — | Erstveröffentlichung: 1. März 1989                                               |
| 1989 | Bitte bitte Das ist nicht die ganze Wahrheit …                       | DE18 (15 Wo.)DE | — | — | Erstveröffentlichung: 28. April 1989                                             |
| 1993 | Schrei nach Liebe Die Bestie in Menschengestalt                      | DE1 f Gold · (37 Wo.)DE | AT1 f (24 Wo.)AT | CH6 g (1 Wo.)CH | Erstveröffentlichung: 10. September 1993 Verkäufe: + 250.000                     |
| 1993 | Mach die Augen zu Die Bestie in Menschengestalt                      | DE31 (16 Wo.)DE | AT15 (11 Wo.)AT | — | Erstveröffentlichung: 15. November 1993                                          |
| 1994 | Friedenspanzer Die Bestie in Menschengestalt                         | DE32 (9 Wo.)DE | — | — | Erstveröffentlichung: 18. März 1994                                              |
| 1994 | Quark Die Bestie in Menschengestalt                                  | DE37 (5 Wo.)DE | — | — | Erstveröffentlichung: 19. August 1994                                            |
| 1995 | Ein Song namens Schunder Planet Punk                                 | DE4 Gold · (20 Wo.)DE | AT18 (12 Wo.)AT | CH11 (14 Wo.)CH | Erstveröffentlichung: 21. August 1995 Verkäufe: + 250.000                        |
| 1995 | Hurra Planet Punk                                                    | DE25 (15 Wo.)DE | — | CH49 (2 Wo.)CH | Erstveröffentlichung: 20. November 1995                                          |
| 1996 | 3-Tage-Bart Le Frisur                                                | DE30 (14 Wo.)DE | — | CH24 (6 Wo.)CH | Erstveröffentlichung: 24. Mai 1996                                               |
| 1996 | Mein Baby war beim Frisör Le Frisur                                  | DE43 (7 Wo.)DE | — | — | Erstveröffentlichung: 30. August 1996                                            |
| 1998 | Ein Schwein namens Männer 13                                         | DE1 ×2Doppelplatin · (25 Wo.)DE | AT1 Gold · (18 Wo.)AT | CH1 Gold · (23 Wo.)CH | Erstveröffentlichung: 3. April 1998 Verkäufe: + 1.050.000                        |
| 1998 | Goldenes Handwerk 13                                                 | DE36 (4 Wo.)DE | — | — | Erstveröffentlichung: 28. August 1998                                            |
| 1998 | ½ Lovesong 13                                                        | DE28 (8 Wo.)DE | — | — | Erstveröffentlichung: 6. November 1998                                           |
| 1999 | Rebell 13                                                            | DE42 (7 Wo.)DE | — | — | Erstveröffentlichung: 4. Juni 1999                                               |
| 1999 | Die Schönen und das Biest – Elke (Live) Wir wollen nur deine Seele   | DE28 (3 Wo.)DE | — | — | Erstveröffentlichung: 8. November 1999                                           |
| 2000 | Wie es geht Runter mit den Spendierhosen, Unsichtbarer!              | DE5 (12 Wo.)DE | AT12 (10 Wo.)AT | CH36 (9 Wo.)CH | Erstveröffentlichung: 21. August 2000                                            |
| 2000 | Manchmal haben Frauen … Runter mit den Spendierhosen, Unsichtbarer!  | DE4 Gold · (15 Wo.)DE | AT62 (2 Wo.)AT | CH94 (1 Wo.)CH | Erstveröffentlichung: 10. November 2000 Verkäufe: + 250.000                      |
| 2001 | Yoko Ono Runter mit den Spendierhosen, Unsichtbarer!                 | DE46 (4 Wo.)DE | AT65 (2 Wo.)AT | — | Erstveröffentlichung: 5. März 2001                                               |
| 2001 | Rock ’n’ Roll-Übermensch Runter mit den Spendierhosen, Unsichtbarer! | DE50 (5 Wo.)DE | — | — | Erstveröffentlichung: 7. Mai 2001                                                |
| 2002 | Komm zurück / Die Banane (Unplugged) Rock ’n’ Roll Realschule        | DE34 (9 Wo.)DE | — | — | Erstveröffentlichung: 25. November 2002                                          |
| 2003 | Unrockbar Geräusch                                                   | DE1 (9 Wo.)DE | AT9 (11 Wo.)AT | CH27 (5 Wo.)CH | Erstveröffentlichung: 15. September 2003                                         |
| 2003 | Dinge von denen Geräusch                                             | DE14 (9 Wo.)DE | AT33 (7 Wo.)AT | CH68 (4 Wo.)CH | Erstveröffentlichung: 24. November 2003                                          |
| 2004 | Nichts in der Welt Geräusch                                          | DE13 (9 Wo.)DE | AT29 (7 Wo.)AT | CH68 (3 Wo.)CH | Erstveröffentlichung: 13. April 2004                                             |
| 2004 | Deine Schuld Geräusch                                                | DE15 (8 Wo.)DE | AT34 (12 Wo.)AT | CH62 (3 Wo.)CH | Erstveröffentlichung: 12. Juli 2004                                              |
| 2004 | Die klügsten Männer der Welt Geräusch                                | DE23 (9 Wo.)DE | AT33 (10 Wo.)AT | CH50 (2 Wo.)CH | Erstveröffentlichung: 22. November 2004                                          |
| 2007 | Junge Jazz ist anders                                                | DE1 (22 Wo.)DE | AT7 (13 Wo.)AT | CH23 (6 Wo.)CH | Erstveröffentlichung: 5. Oktober 2007                                            |
| 2008 | Lied vom Scheitern Jazz ist anders                                   | DE7 (9 Wo.)DE | AT23 (6 Wo.)AT | — | Erstveröffentlichung: 18. Januar 2008                                            |
| 2008 | Lasse redn Jazz ist anders                                           | DE6 (38 Wo.)DE | AT3 (31 Wo.)AT | CH79 (1 Wo.)CH | Erstveröffentlichung: 11. April 2008                                             |
| 2009 | HimmelblauPerfektBreit Jazz ist anders                               | DE26 (9 Wo.)DE | — | — | Erstveröffentlichung: 4. Dezember 2009                                           |
| 2012 | zeiDverschwÄndung auch                                               | DE3 (9 Wo.)DE | AT20 (3 Wo.)AT | CH63 (1 Wo.)CH | Erstveröffentlichung: 2. März 2012                                               |
| 2012 | M&F auch                                                             | DE13 (24 Wo.)DE | AT18 (12 Wo.)AT | — | Erstveröffentlichung: 18. Mai 2012                                               |
| 2012 | Ist das noch Punkrock? auch                                          | DE18 (3 Wo.)DE | — | — | Erstveröffentlichung: 26. Oktober 2012                                           |
| 2013 | Waldspaziergang mit Folgen / Sohn der Leere auch                     | DE17 (2 Wo.)DE | AT61 (1 Wo.)AT | — | Erstveröffentlichung: 15. März 2013                                              |
| 2019 | Drei Mann – Zwei Songs –                                             | — | — | — | Erstveröffentlichung: 1. Mai 2019                                                |
| 2020 | Ein Lied für jetzt –                                                 | — | — | — | Erstveröffentlichung: 27. März 2020                                              |
| 2020 | Morgens pauken Hell                                                  | DE3 (2 Wo.)DE | — | CH86 (1 Wo.)CH | Erstveröffentlichung: 21. August 2020                                            |
| 2020 | True Romance Hell                                                    | DE1 (2 Wo.)DE | — | — | Erstveröffentlichung: 9. Oktober 2020                                            |
| 2021 | Achtung: Bielefeld Hell                                              | DE5 (1 Wo.)DE | — | — | Erstveröffentlichung: 5. Februar 2021                                            |
| 2021 | Ich, am Strand Hell                                                  | DE4 (1 Wo.)DE | — | — | Erstveröffentlichung: 14. Mai 2021                                               |
| 2021 | Noise Dunkel                                                         | DE4 (1 Wo.)DE | — | — | Erstveröffentlichung: 10. September 2021                                         |
| 2021 | Kraft Dunkel                                                         | DE11 (1 Wo.)DE | — | — | Erstveröffentlichung: 26. November 2021                                          |
| 2022 | Dunkel                                                               | DE22 (1 Wo.)DE | — | — | Erstveröffentlichung: 29. April 2022                                             |
| 2024 | Demokratie (Our Bass Player Hates This Song) Dunkel                  | DE43 (1 Wo.)DE | — | — | Erstveröffentlichung: 5. April 2024                                              |

## Videoalben und Musikvideos

### Videoalben
| Jahr | Titel Musiklabel Katalog-Nr.                                             | Höchstplatzierung, Gesamtwochen, AuszeichnungChartplatzierungen (Jahr, Titel, Musiklabel Katalog-Nr., Platzierungen, Wochen, Auszeichnungen, Anmerkungen) | Höchstplatzierung, Gesamtwochen, AuszeichnungChartplatzierungen (Jahr, Titel, Musiklabel Katalog-Nr., Platzierungen, Wochen, Auszeichnungen, Anmerkungen) | Höchstplatzierung, Gesamtwochen, AuszeichnungChartplatzierungen (Jahr, Titel, Musiklabel Katalog-Nr., Platzierungen, Wochen, Auszeichnungen, Anmerkungen) | Anmerkungen                                                                  |
| Jahr | Titel Musiklabel Katalog-Nr.                                             | DE | AT | CH | Anmerkungen                                                                  |
| ---- | ------------------------------------------------------------------------ | --- | --- | --- | ---------------------------------------------------------------------------- |
| 1988 | Die Beste Band der Welt CMV Enterprises 12-49803-81                      | DE47 h Gold · (2 Wo.)DE | AT2 i (7 Wo.)AT | CH7 i (1 Wo.)CH | Erstveröffentlichung: 1988 Verkäufe: + 25.000                                |
| 1989 | Die Beste Band der Welt II CMV Enterprises 12-049826-81                  | — | — | — | Erstveröffentlichung: 1989                                                   |
| 1996 | Gefangen im Schattenreich von Die Ärzte Metronome 638 858-3              | — | — | — | Erstveröffentlichung: 1996                                                   |
| 1996 | Noch mehr gefangen im Schattenreich von Die Ärzte Metronome 636 628-3    | — | — | — | Erstveröffentlichung: 1996                                                   |
| 2000 | Killer Hot Action Records 053 292-9                                      | DE— PlatinDE | — | — | Erstveröffentlichung: 22. Oktober 2000 Verkäufe: + 50.000                    |
| 2002 | Rock ’n’ Roll Realschule Hot Action Records 108 935-3                    | DE* PlatinDE | AT5 i (12 Wo.)AT | CH*CH | Erstveröffentlichung: 6. Dezember 2002 Verkäufe: + 50.000; * siehe Livealbum |
| 2003 | Vollkommen gefangen im Schattenreich von Die Ärzte Motor Music 038 534-9 | DE71 h Gold · (1 Wo.)DE | AT9 i (1 Wo.)AT | — | Erstveröffentlichung: 19. Mai 2003 Verkäufe: + 25.000                        |
| 2004 | Die Band, die sie Pferd nannten Hot Action Records 939 000-3             | DE1 h ×3Dreifachplatin · (20 Wo.)DE | AT1 i Gold · (14 Wo.)AT | CH16 i Gold · (5 Wo.)CH | Erstveröffentlichung: 23. August 2004 Verkäufe: + 158.000                    |
| 2009 | Overkiller Hot Action Records 930 053-4                                  | DE34 h (4 Wo.)DE | AT2 i (4 Wo.)AT | — | Erstveröffentlichung: 4. Dezember 2009                                       |
| 2013 | Die Nacht der Dämonen Hot Action Records 930 0714                        | DE*DE | AT1 i (7 Wo.)AT | CH1 i (2 Wo.)CH | Erstveröffentlichung: 13. September 2013 * siehe Livealbum                   |

### Musikvideos
| Jahr | Titel                                        | Regisseur(e) |
| ---- | -------------------------------------------- | --- |
| 1987 | Gehn wie ein Ägypter                         | |
| 1988 | Westerland                                   | |
| 1989 | Bitte bitte                                  | Reinhard Günzler, Jürgen Schreyer |
| 1993 | Schrei nach Liebe                            | Detlev Buck |
| 1993 | Mach die Augen zu                            | Detlev Buck |
| 1994 | Friedenspanzer                               | Kai Sehr |
| 1994 | Quark                                        | Kai Sehr |
| 1995 | Schunder-Song                                | Kai Sehr |
| 1995 | Hurra                                        | Kai Sehr |
| 1995 | Rod Loves You                                | Kai Sehr |
| 1996 | 3–Tage–Bart                                  | Kai Sehr |
| 1996 | Mein Baby war beim Frisör                    | Kai Sehr |
| 1998 | Männer sind Schweine                         | Kai Sehr |
| 1998 | Goldenes Handwerk                            | Kai Sehr |
| 1998 | ½ Lovesong                                   | Olaf Heine |
| 1999 | Rebell                                       | Olaf Heine |
| 1999 | Elke (Live)                                  | Schwarwel |
| 2000 | Wie es geht                                  | Norbert Heitker |
| 2000 | Manchmal haben Frauen …                      | Olaf Heine |
| 2001 | Yoko Ono                                     | Sven Bollinger |
| 2001 | Rock ’n’ Roll-Übermensch                     | Philipp Stölzl |
| 2003 | Unrockbar                                    | Norbert Heitker |
| 2003 | Dinge von denen                              | Norbert Heitker |
| 2004 | Nichts in der Welt                           | Norbert Heitker |
| 2004 | Deine Schuld                                 | Sven Bollinger |
| 2004 | Die klügsten Männer der Welt                 | Norbert Heitker |
| 2007 | Junge                                        | Norbert Heitker |
| 2008 | Lied vom Scheitern                           | Norbert Heitker |
| 2008 | Lasse redn                                   | Norbert Heitker |
| 2009 | HimmelblauPerfektBreit                       | Norbert Heitker |
| 2012 | Angekumpelt                                  | Fabian Röttger (Animationsvideo) Thomas Bausenwein, Yehontan Richter-Levin (Performancevideo)                                           |
| 2012 | Bettmagnet                                   | Anja Hartmann (Animationsvideo) Thomas Bausenwein, Yehontan Richter-Levin (Performancevideo)                                            |
| 2012 | Cpt. Metal                                   | Tine Kluth, Martin Lorenz, Stefan Salcher, Markus Wagner (Animationsvideo) Thomas Bausenwein, Yehontan Richter-Levin (Performancevideo) |
| 2012 | Das darfst du                                | Holger Braune (Animationsvideo) Thomas Bausenwein, Yehontan Richter-Levin (Performancevideo)                                            |
| 2012 | Das finde ich gut                            | FuFu Frauenwahl (Animationsvideo) Thomas Bausenwein, Yehontan Richter-Levin (Performancevideo)                                          |
| 2012 | Die Hard                                     | Thomas Kaufmann (Animationsvideo) Thomas Bausenwein, Yehontan Richter-Levin (Performancevideo)                                          |
| 2012 | Fiasko                                       | Johannes Baptista Ludwig (Animationsvideo) Thomas Bausenwein, Yehontan Richter-Levin (Performancevideo)                                 |
| 2012 | Freundschaft ist Kunst                       | Björn Ullrich (Animationsvideo) Thomas Bausenwein, Yehontan Richter-Levin (Performancevideo)                                            |
| 2012 | Ist das noch Punkrock?                       | Nico-John Dengg (Animationsvideo) Thomas Bausenwein, Yehontan Richter-Levin (Performancevideo)                                          |
| 2012 | M&F                                          | Florian Sänger (Animationsvideo) Thomas Bausenwein, Yehontan Richter-Levin (Performancevideo)                                           |
| 2012 | Miststück                                    | Tine Kluth, Shot Shot Shot (Animationsvideo) Thomas Bausenwein, Yehontan Richter-Levin (Performancevideo)                               |
| 2012 | Sohn der Leere                               | Nicholas Hughes (Animationsvideo) Thomas Bausenwein, Yehontan Richter-Levin (Performancevideo)                                          |
| 2012 | Tamagotchi                                   | Pia Djukic (Animationsvideo) Thomas Bausenwein, Yehontan Richter-Levin (Performancevideo)                                               |
| 2012 | TCR                                          | Frank Höhne (Animationsvideo) Thomas Bausenwein, Yehontan Richter-Levin (Performancevideo)                                              |
| 2012 | Waldspaziergang mit Folgen                   | Kirill Abdrakhmanov (Animationsvideo) Thomas Bausenwein, Yehontan Richter-Levin (Performancevideo)                                      |
| 2012 | zeiDverschwÄndung                            | Bernhard Schmitt, Tine Kluth (Animationsvideo) Thomas Bausenwein, Yehontan Richter-Levin (Performancevideo)                             |
| 2020 | Ein Lied für jetzt                           | Die Ärzte |
| 2020 | Morgens pauken                               | Norbert Heitker |
| 2020 | True Romance                                 | Norbert Heitker |
| 2021 | Achtung: Bielefeld                           | Norbert Heitker |
| 2021 | Ich, am Strand                               | Norbert Heitker |
| 2021 | Noise                                        | Norbert Heitker |
| 2021 | Kraft                                        | Norbert Heitker |
| 2022 | Dunkel                                       | Norbert Heitker |
| 2024 | Demokratie (Our Bass Player Hates This Song) | Norbert Heitker |

## Sonderveröffentlichungen

### Alben
| Jahr | Titel Musiklabel                                        | Anmerkungen                                                                                             |
| ---- | ------------------------------------------------------- | --- |
| 1986 | Die Ärzte CBS Records                                   | Erstveröffentlichung: Oktober 1986 Flexi-Disc-Beilage im Musikexpress                                   |
| 1989 | Amiga Quartett Amiga 5 56 197                           | Erstveröffentlichung: 1989 Veröffentlichung nur in der DDR                                              |
| 1995 | 1, 2, 3, 4 – Bullenstaat! Eldo Records 1234             | Erstveröffentlichung: 1995 Vertrieb nur auf Konzerten                                                   |
| 2001 | 5, 6, 7, 8 – Bullenstaat! Hot Action Records A145080-01 | Erstveröffentlichung: 7. März 2001 Vertrieb nur auf Konzerten; auch als kostenloser Download erhältlich |
| 2007 | Wir sind die Besten Hot Action Records 930 018-9        | Erstveröffentlichung: 2. November 2007 Bonus-EP als Teil von Jazz ist anders                            |

| Jahr | Titel Musiklabel                  | Anmerkungen                                                       |
| ---- | --------------------------------- | ----------------------------------------------------------------- |
| 2002 | Die Ärzte Rotten Orange HWCY-1094 | Erstveröffentlichung: 20. März 2002 Veröffentlichung nur in Japan |

| Jahr | Titel Musiklabel                            | Anmerkungen                                                           |
| ---- | ------------------------------------------- | --------------------------------------------------------------------- |
| 2000 | Satanische Pferde Hot Action Records KB2804 | Erstveröffentlichung: 16. März 2000 Vertrieb nur an Fanklubmitglieder |

### Lieder
| Jahr | Titel Album                                         | Anmerkungen                                                                                                  |
| ---- | --------------------------------------------------- | --- |
| 1987 | Für immer Punk Porsche, Genscher, Hallo HSV         | Erstveröffentlichung: 1987 Die Goldenen Zitronen feat. Various Artists; Original: Alphaville – Forever Young |
| 1997 | Sie hacken auf mir rum Solo                         | Erstveröffentlichung: 31. Oktober 1997 Thomas D feat. Die Ärzte                                              |
| 1998 | Wie du                                              | Erstveröffentlichung: 13. August 1998 Witte XP feat. Die Ärzte                                               |
| 1998 | All You Need Is Love (All Star Version) The Punkles | Erstveröffentlichung: 1998 The Punkles feat. Various Artists; Original: The Beatles                          |
| 1999 | Punk ist … Rebell (Single)                          | Erstveröffentlichung: 4. Juni 1999 Götz Alsmann Band feat. Die Ärzte                                         |
| 2004 | Breaking the Law Royally Stuffed                    | Erstveröffentlichung: 15. November 2004 Gluecifer feat. Die Ärzte                                            |

| Jahr | Titel Album                                                            | Anmerkungen                                                                               |
| ---- | ---------------------------------------------------------------------- | ----------------------------------------------------------------------------------------- |
| 1983 | Die Einsamkeit des Würstchens Pesthauch des Dschungels                 | Erstveröffentlichung: 1983 als Die ulkigen Pulkigen                                       |
| 1983 | Ekelpack Pesthauch des Dschungels                                      | Erstveröffentlichung: 1983 als Die ulkigen Pulkigen                                       |
| 1983 | Vollmilch Ein Vollrausch in Stereo – 20 schäumende Stimmungshits       | Erstveröffentlichung: 1983                                                                |
| 1983 | Zitroneneis Ein Vollrausch in Stereo – 20 schäumende Stimmungshits     | Erstveröffentlichung: 1983                                                                |
| 1983 | Zum Bäcker Ein Vollrausch in Stereo – 20 schäumende Stimmungshits      | Erstveröffentlichung: 1983                                                                |
| 1989 | Das ist Rock‘n’Roll Moskito-Songs                                      | Erstveröffentlichung: 19. Mai 1989                                                        |
| 1989 | Gabi & Uwe in: Liebe und Frieden Moskito-Songs                         | Erstveröffentlichung: 19. Mai 1989                                                        |
| 1989 | Gabi gibt ’ne Party Moskito-Songs                                      | Erstveröffentlichung: 19. Mai 1989                                                        |
| 1989 | Gabi ist pleite Moskito-Songs                                          | Erstveröffentlichung: 19. Mai 1989                                                        |
| 1989 | Nein, nein, nein Moskito-Songs                                         | Erstveröffentlichung: 19. Mai 1989                                                        |
| 1989 | Sie tun es Moskito-Songs                                               | Erstveröffentlichung: 19. Mai 1989                                                        |
| 1990 | Schlechte Noten Moskito-Songs 2                                        | Erstveröffentlichung: 1990                                                                |
| 2000 | Shit Peace Extrem Terror                                               | Erstveröffentlichung: 20. März 2000                                                       |
| 2002 | Die Ärzte (Live) Berlin Punk Rock 1977–1989: Wenn kaputt dann wir Spaß | Erstveröffentlichung: 30. September 2002                                                  |
| 2007 | Kujira o sukue Poptastic Conversation                                  | Erstveröffentlichung: 21. September 2007 japanisch; Original: Die Ärzte – Rettet die Wale |
| 2008 | 儿子 Poptastic Conversation China – 奇妙对话中国                       | Erstveröffentlichung: 1. August 2008 chinesisch; Original: Die Ärzte – Junge              |

| Jahr | Titel Soundtrack zu                             | Anmerkungen                            |
| ---- | ----------------------------------------------- | -------------------------------------- |
| 1999 | Bleib sauber, Blaubär Käpt’n Blaubär – Der Film | Erstveröffentlichung: 6. Dezember 1999 |

### Videoalben
| Jahr | Titel Musiklabel                       | Anmerkungen                                                 |
| ---- | -------------------------------------- | ----------------------------------------------------------- |
| 2001 | Üben, Unsichtbarer! Hot Action Records | Erstveröffentlichung: 28. Februar 2001 kostenloser Download |

## Promoveröffentlichungen
| Jahr | Titel Album                                                         | Anmerkungen                                                                   |
| ---- | ------------------------------------------------------------------- | ----------------------------------------------------------------------------- |
| 1988 | Der Ritt auf dem Schmetterling (Instrumental) Nach uns die Sintflut | Erstveröffentlichung: 27. Oktober 1988 Original: Die Ärzte – Geschwisterliebe |
| 1995 | Rod Loves You Planet Punk                                           | Erstveröffentlichung: 1995 Airplay-Single                                     |
| 2020 | Klaus, Peter, Willi & Petra –                                       | Erstveröffentlichung: 1. Oktober 2020 kostenloser Download                    |

## Hörbücher
| Jahr | Titel Musiklabel                            | Anmerkungen                                              |
| ---- | ------------------------------------------- | -------------------------------------------------------- |
| 2001 | Männer haben kein Gehirn Hot Action Records | Erstveröffentlichung: Dezember 2001 kostenloser Download |

## Boxsets
| Jahr | Titel Musiklabel Katalog-Nr.                                      | Höchstplatzierung, Gesamtwochen, AuszeichnungChartplatzierungen (Jahr, Titel, Musiklabel Katalog-Nr., Platzierungen, Wochen, Auszeichnungen, Anmerkungen) | Höchstplatzierung, Gesamtwochen, AuszeichnungChartplatzierungen (Jahr, Titel, Musiklabel Katalog-Nr., Platzierungen, Wochen, Auszeichnungen, Anmerkungen) | Höchstplatzierung, Gesamtwochen, AuszeichnungChartplatzierungen (Jahr, Titel, Musiklabel Katalog-Nr., Platzierungen, Wochen, Auszeichnungen, Anmerkungen) | Anmerkungen                             |
| Jahr | Titel Musiklabel Katalog-Nr.                                      | DE | AT | CH | Anmerkungen                             |
| ---- | ----------------------------------------------------------------- | --- | --- | --- | --------------------------------------- |
| 2018 | Seitenhirsch And More Bears ACD 12601                             | DE10 (1 Wo.)DE | — | — | Erstveröffentlichung: 14. Dezember 2018 |
| 2019 | They’ve Given Me Schrott! – Die Outtakes And More Bears ACD 12606 | DE2 (9 Wo.)DE | AT10 (2 Wo.)AT | CH15 (2 Wo.)CH | Erstveröffentlichung: 8. Februar 2019   |

## Statistik

### Chartauswertung
Die folgenden Aufstellungen bieten eine Übersicht über die Charterfolge der Ärzte in den Album-, Single- und Musik-DVD-Charts. Die EP Rockgiganten vs. Straßenköter platzierte sich in den Singlecharts. Die Videoalben platzierten sich in Deutschland auch in den Albumcharts, die Angaben aus Österreich und der Schweiz entstammen den eigenständigen Musik-DVD-Charts. Ausnahme hierbei ist Die Band, die sie Pferd nannten, das sich in der Schweiz vor der Einführung der Musik-DVD-Charts in den Albumcharts platzierte.
|                     | DE     | AT     | CH     |
| ------------------- | ------ | ------ | ------ |
| Nummer-eins-Alben   | DE11DE | AT4AT  | CH3CH  |
| Top-10-Alben        | DE24DE | AT15AT | CH11CH |
| Alben in den Charts | DE30DE | AT19AT | CH20CH |

|                       | DE     | AT     | CH     |
| --------------------- | ------ | ------ | ------ |
| Nummer-eins-Singles   | DE5DE  | AT2AT  | CH1CH  |
| Top-10-Singles        | DE15DE | AT5AT  | CH2CH  |
| Singles in den Charts | DE45DE | AT18AT | CH16CH |

|                          | DE    | AT    | CH    |
| ------------------------ | ----- | ----- | ----- |
| Nummer-eins-Videoalben   | DE—DE | AT2AT | CH1CH |
| Top-10-Videoalben        | DE—DE | AT6AT | CH2CH |
| Videoalben in den Charts | DE—DE | AT6AT | CH2CH |

### Auszeichnungen für Musikverkäufe
Anmerkung: Auszeichnungen in Ländern aus den Charttabellen bzw. Chartboxen sind in ebendiesen zu finden.
| Land/RegionAuszeichnungen für Musikverkäufe (Land/Region, Auszeichnungen, Verkäufe, Quellen) | Gold       | Platin       | Verkäufe  | Quellen           |
| -------------------------------------------------------------------------------------------- | ---------- | ------------ | --------- | ----------------- |
| Deutschland (BVMI)                                                                           | 13× Gold13 | 22× Platin22 | 8.650.000 | musikindustrie.de |
| Österreich (IFPI)                                                                            | 9× Gold9   | 2× Platin2   | 245.000   | ifpi.at           |
| Schweiz (IFPI)                                                                               | 7× Gold7   | —            | 133.000   | hitparade.ch      |
| Insgesamt                                                                                    | 29× Gold29 | 24× Platin24 |           |                   |